# Craig Burley
Craig William Burley (Ayr, Escócia, 24 de setembro de 1971) é um ex-futebolista escocês que disputou a Copa do Mundo de 1998. Era especialista em cruzamentos e tiros de longa distância, tendo marcado um gol ao seu estilo na Copa do Mundo de 1998. Além disso, Craig podia atuar tanto como volante, quanto como um meia armador e até mesmo aberto pelos lados do campo. Fez muito sucesso no Chelsea em meados dos anos 90.
Atualmente, é comentarista esportivo para o canal ESPN, integrando o programa de debate ESPN FC.